# Гордун, Сергей Владимирович
Сергей Владимирович Гордун (укр. Сергій Володимирович Гордун; 11 июня 1979, СССР) — украинский и российский футболист, нападающий.

## Карьера
В большом футболе дебютировал в луцкой «Волыни». Затем играл за ряд команд первой и второй украинских лиг. В 2005 году провел 12 матчей в Высшей лиге Азербайджана за «Гянджа». Выступал в России за «Краснознаменск» (второй дивизион) и нижнекамский «Нефтехимик» (первый дивизион). После окончания карьеры стал работать футбольным агентом.

## Достижения
- Победитель Первой лиги Украины: 2001/02.